# David Kitay
David Kitay (Los Angeles, Califórnia, 23 de Outubro de 1961) é um compositor americano.
Ele trabalhou com a colaboração dos cineastas tais como: Amy Heckerling e Terry Zwigoff.